# Titus Flavius Postumius Quietus
Titus Flavius Postumius Quietus (actif au IIIe siècle) est un sénateur romain qui est nommé consul en 272 apr. J.-C.

## Biographie
Postumius Quietus était membre de la gens Postumii du troisième siècle, qui ne descend pas de la famille républicaine du même nom. Peut-être de statut patricien, il est l'un des candidats impériaux au poste de questeur, suivi de sa nomination au poste de préteur tutelarius, responsable des questions relatives aux tutelles.
Après cela Postumius Quietus peut avoir été le Legatus pro praetore dans la province d'Asie. Cela a été suivi par son affectation en tant que Curator rei publicae Aeclanensium item Ocriculanorum (ou gardien des villes d' Aeclanum et d'Ocriculum ). Ensuite, il a été nommé conservateur viae et [...] alimentorum (ou fonctionnaire chargé d'entretenir certaines voies romaines importantes et d'assurer l'approvisionnement alimentaire de Rome). Il est le dernier fonctionnaire connu responsable de l'Alimenta, ce qui laisse supposer que l'empereur Aurélien aurait mis fin à la politique en remplaçant la distribution de céréales gratuites aux citoyens de la ville par une autre forme d'allocation.
Puis en 272 ap. J.-C., Postumius Quietus est nommé consul  aux côtés de Junius Veldumnianus. Sa carrière post-consulaire reste inconnue, et il est possible qu'il ait été chrétien.  Il est un proche parent (peut-être le frère ou le cousin) de Titus Flavius Postumius Varus. 